# Ново-Козьяново
Ново-Козьяново — деревня в Фировском районе Тверской области. Входит в состав Фировского сельского поселения.

## География
Находится в юго-восточной части Тверской области на расстоянии приблизительно 5 км на запад от районного центра поселка Фирово на правом берегу речки Граничная.

## История
Была отмечена еще на карте 1840 года. В 1909 году учтен был 51 двор.

## Население
Численность населения: 276 человек (1909 год), 30 (русские 100 %)в 2002 году, 14 в 2010.